# NGC 293
NGC 293 ist eine Balken-Spiralgalaxie vom Hubble-Typ SBb im Sternbild Walfisch südlich der Ekliptik. Sie ist schätzungsweise 259 Millionen Lichtjahre von der Milchstraße entfernt und hat einen Durchmesser von etwa 85.000 Lichtjahren. 

Im selben Himmelsareal befinden sich u. a. die Galaxien NGC 274, NGC 275, NGC 297, NGC 298.
Das Objekt wurde am 27. September 1864 von dem deutschen Astronomen Albert Marth entdeckt.